# Línia R7 (Rodalia de Barcelona)
La línia R7 és un servei ferroviari de rodalia que forma part de Rodalies de Catalunya, operat per Renfe Operadora, que circula per les línies de ferrocarril d'ample ibèric propietat d'Adif. El servei connecta les estacions de Cerdanyola Universitat i Fabra i Puig.
Va ser inaugurada el 16 de maig de 2005 connectant les estacions de l'Hospitalet de Llobregat i Martorell Central. Aquesta línia tenia com a novetat l'aprofitament, en la major part del seu recorregut, del ramal de mercaderies entre El Papiol-Mollet entre Cerdanyola del Vallès i El Papiol, per enllaçar amb la línia de Vilafranca fins a Martorell Central.
Sis anys més tard de la seva inauguració la línia 7 es va dividir en dues, l'R7 i l'R8.

## Història

### Rodalies
El 1980 RENFE va crear Cercanías, en el marc d'un pla de millores per "trencar la mala imatge de Renfe", que va suposar la instauració de 162 serveis de rodalia nous i la millora d'altres existents, el Plan General Ferroviario va suposar la modernització de la xarxa. El 1984 la companyia va passar a organitzar-se en unitats de negoci creant Cercanías Renfe, posteriorment Rodalies Renfe a Catalunya, i l'any 1985 es va reoganitzar i va sorgir un nou disseny per al servei de rodalia.
Anteriorment Renfe Operadora utilitzava una C de Cercanías per numerar les línies, en aquest cas C7. Posteriorment van conviure amb la R de Rodalies fins al traspàs del servei de "Rodalies Barcelona" a la Generalitat de Catalunya, que es va fer efectiu l'1 de gener de 2010, i la lletra R va passar a ser l'única lletra distintiva dels serveis de rodalia de Barcelona.

### Línia
Els orígens de l'actual R7 es remunten al 1982 quan es va posar en servei una nova línia orbital entre el Papiol i Mollet per evitar que els trens de mercaderies entressin al centre de Barcelona. Totes les estacions actuals ja van ser construïdes, però no van fer servei de viatgers fins al cap de molts anys.
Així, el 1995 va entrar en servei l'estació de Cerdanyola-Universitat, dins d'una nova llançadora que comunicava Barcelona amb la Universitat Autònoma de Barcelona.
El 16 de maig de 2005 es va inaugurar la línia R7 de rodalia i l'inici del servei es faria el 23 de maig de 2005, amb un trajecte que enllaçava llavors l'Hospitalet de Llobregat amb Barcelona, Cerdanyola del Vallès i Martorell.
La configuració actual de l'R7 es produeix el 26 de juny de 2011, amb una reestructuració del servei de rodalia que circumscriu aquesta línia al trajecte Barcelona Fabra i Puig - Cerdanyola Universitat, on es concentra la seva demanda més específica, i l'escissió de la part nord de la línia per formar la nova línia R8 (Martorell Central - Granollers Centre per Cerdanyola Universitat).

## Característiques generals
Transporta 1,9 milions de passatgers per any. Hi ha una mitjana de 8.140 viatgers en dia laborable i circulen una mitjana de 67 trens cada dia laborable. Un total de 13,5 quilòmetres de longitud fent parada a 7 estacions. Té connexions amb les línies R3, R4 i R8 i serveis regionals de Rodalies de Catalunya i metro de Barcelona. Les estacions terminals són Fabra i Puig al sud, i al nord ho és Cerdanyola Universitat.
El servei transcorre principalment per les següents línies de ferrocarril:
- Línia Castellbisbal / el Papiol - Mollet, en el tram entre Castellbisbal i Cerdanyola Universitat.
- Línia Barcelona-Lleida-Saragossa, en el tram entre Cerdanyola del Vallès i Barcelona.

## Estacions

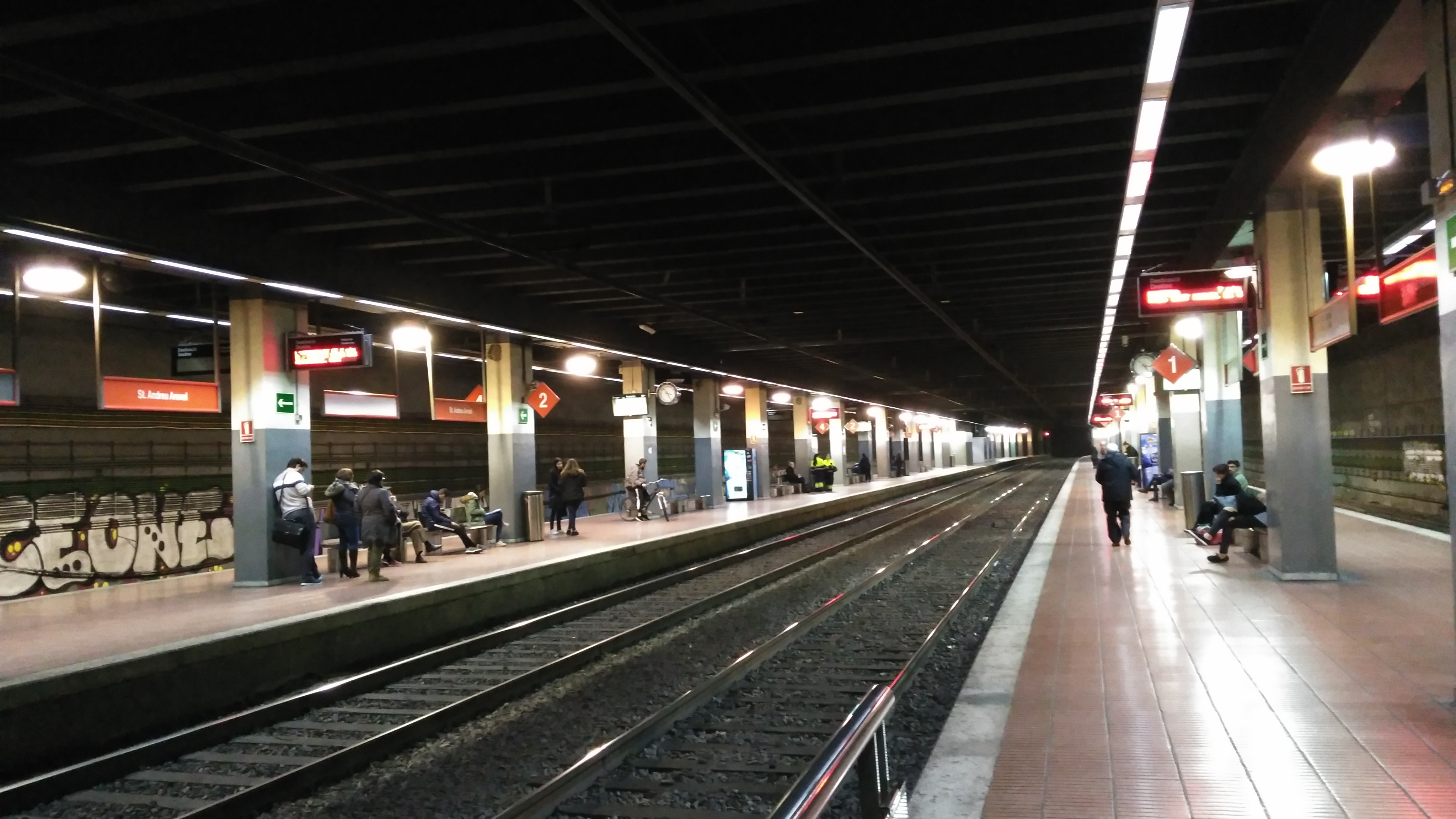
Fabra i Puig, capçalera de la línia.

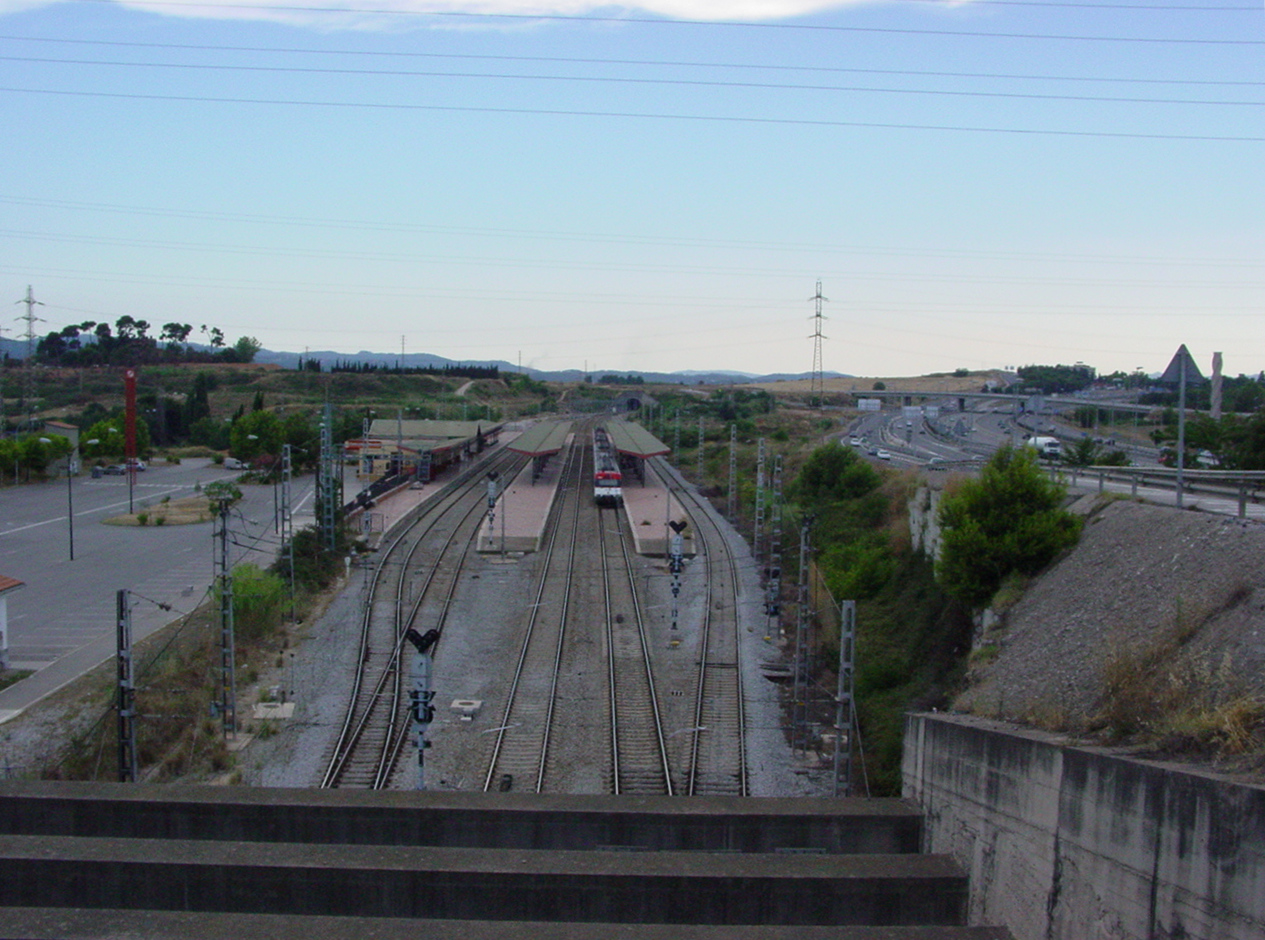
Cerdanyola Universitat, final de la línia.

Hi ha una estació de la línia que està inclosa en l'Inventari del Patrimoni Arquitectònic Català: Cerdanyola del Vallès.
| Estació                         | Municipi              | Correspondències | Zona | Zona ATM |
| ------------------------------- | --------------------- | ---------------- | ---- | -------- |
| Cerdanyola Universitat          | Cerdanyola del Vallès |                  | 3    | 2C       |
| Cerdanyola del Vallès           | Cerdanyola del Vallès |                  | 2    | 2C       |
| Montcada i Reixac - Santa Maria | Montcada i Reixac     |                  | 1    | 1        |
| Montcada i Reixac - Manresa     | Montcada i Reixac     |                  | 1    | 1        |
| Montcada Bifurcació             | Montcada i Reixac     |                  | 1    | 1        |
| Torre Baró Vallbona             | Barcelona             |                  | 1    | 1        |
| Fabra i Puig                    | Barcelona             |                  | 1    | 1        |

## Futur

Línia circular de rodalia.

Es projecta convertir la línia en circular, no només recuperant les anterior circulacions entre l'Hospitalet de Llobregat i Martorell Central, sinó que allargant la línia cap Molins de Rei i el Papiol. La línia a Barcelona passaria per Passeig de Gràcia en comptes de passar per Catalunya o seria necessari construir un tercer túnel a Barcelona.
La línia englobaria dos tipus de serveis: un primer directe Martorell Central-Granollers Centre (passant per Cerdanyola, Sant Cugat, Rubí i Castellbisbal); i un segon servei circular o en forma de llaç que uniria Martorell Central amb Granollers Centre passant per Barcelona (Martorell >> Cerdanyola >> Barcelona >> Cerdanyola >> Granollers) i dues vegades pel tram Rubí Can Vallhonrat - Cerdanyola del Vallès per poder tancar el cercle o llaç.